# Colégio Militar de Fortaleza
O Colégio Militar de Fortaleza - CMF (Casa de Eudoro Corrêa) é uma instituição militar de ensino, localizada na cidade de Fortaleza, Ceará, que se subordina à Diretoria de Educação Preparatória e Assistencial (DEPA).
Sua posição é limítrofe entre os bairros Centro e Aldeota. Possui quatro portões de entrada, sendo um deles reservado a militares e funcionários civis.

## Histórico

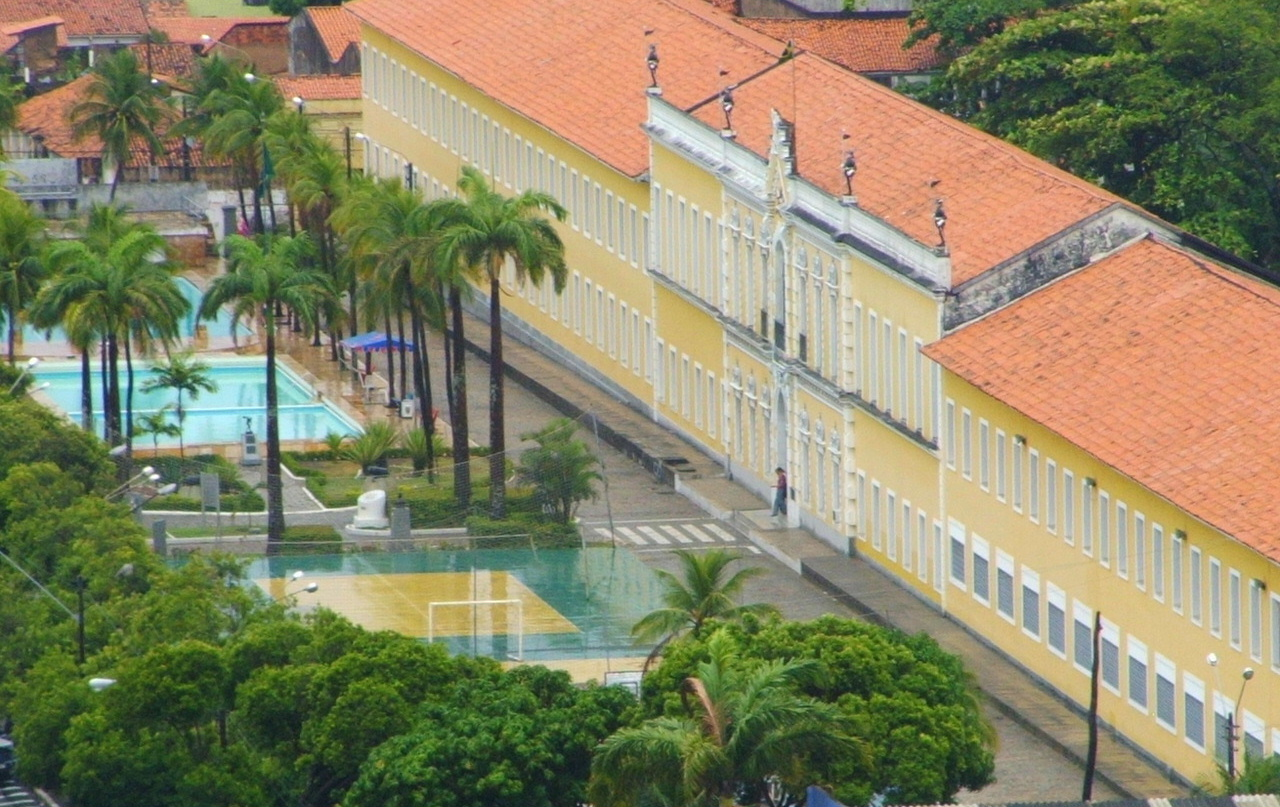
Vista aérea - Colégio Militar de Fortaleza

As raízes históricas deste estabelecimento de ensino remontam ao fim do Brasil Império, quando foi criada pelo decreto 10.177, em 1 de fevereiro de 1889, a Escola Militar do Ceará tendo sido seu primeiro diretor João Nepomuceno de Medeiros Mallet. Em 1898 foi extinta e nos vinte anos que sucederam à extinção, funcionou no prédio o Colégio Nossa Senhora de Lourdes, a força pública do Estado do Ceará e o 10o Regimento de Artilharia Montada da Polícia Militar.
Ao longo da existência da Escola Militar do Ceará (EMC), vários professores (lentes) e instrutores tiveram grande destaque. Entre eles estão: Adolfo Luna Freire; Antônio Augusto de Vasconcelos; Bezerril Fontenele; Joaquim Catunda; Franco Rabelo; Thomaz Pompeu; alguns dos antigos mestres da EMC foram fundadores da Academia Cearense de Letras (ACL).
No ano de 1919, foi criado o Colégio Militar do Ceará (CMC), iniciando o ano letivo em 1º de junho, data de inauguração e, como tal festivamente comemorada. Destacou-se, neste período, o General de Divisão, graduado e reformado, Eudoro Corrêa, que exerceu o comando por mais de treze anos (1923 a 1936), fato pelo qual o CMF é conhecido por seus integrantes como "Casa de Eudoro Corrêa". O CMC foi extinto em 1938. Neste período de extinção, funcionou no prédio o Colégio Floriano.
Os professores do CMC tiveram grande destaque na sociedade local. Muitos viraram nome de ruas em Fortaleza: Martinz de Aguiar; Beni Carvalho; Engenheiros Alberto Sá e Santana Júnior; Guilherme Moreira da Rocha; Mozart Solon; Parsifal Barroso; Raimundo Cela, dentre outros.
Em 1942, retorna ao Estado do Ceará o ensino militar com a criação da Escola Preparatória de Fortaleza - EPF. A reestruturação do ensino militar do Exército levou à extinção, em 1961, da EPF e ao resurgimento, em 17 de novembro do mesmo ano, do Colégio Militar de Fortaleza - CMF.
Em 1989, ampliando a sua ação, o CMF passou a receber alunas.

## Estrutura
A parte central da fachada principal começou a ser construída em 2 de dezembro de 1877, sendo a data de lançamento da pedra fundamental uma homenagem ao imperador D. Pedro II. Inicialmente, o edifício teve como finalidade abrigar retirantes da seca que chegavam a Fortaleza. Somente em 1892, passou a sediar a Escola Militar do Ceará que funcionara, até então, onde hoje é a 10ª Região Militar. Na virada do século XIX para o século XX, o prédio era conhecido na cidade como "O Casarão do Outeiro", devido a ser uma referência no bairro (do Outeiro). Com a fachada áurea, reformada em função daquela existente na década de 1930, o Colégio Militar de Fortaleza alia o passado histórico e a modernidade. Suas salas de aula são grandes e projetadas para alta performance acústica, com dobras no teto no intuito de maximizar a fala do palestrante.

### Estrutura esportiva
Possui um campo de futebol com pista de atletismo, 3 piscinas (sendo uma delas semi-olímpica), uma quadra de vôlei, 3 quadras poliesportivas, um ginásio poliesportivo, academia de musculação, sala de judô, sala de xadrez, sala de tênis de mesa e sala de ginástica rítmica.

## Formas de Ingresso
Atualmente, existem três formas de ingressar no Colégio Militar de Fortaleza: ser dependente/órfão de militar das Forças Armadas, concurso público ou transferência oriunda de outros Colégios Militares do Brasil. Para o concurso público, são abertas 25 vagas no 6º ano do ensino fundamental e 5 vagas para o 1º ano do ensino médio.

## Grêmios
O Colégio Militar de Fortaleza possui 9 grêmios de alunos. São eles: Infantaria, Artilharia, Engenharia, Lira, Naval, Santos Dumont, Cavalaria e Comunicações. Esses grêmios têm como função incentivar o interesse do aluno para determinadas especializações nas forças armadas.

### Infantaria
A Infantaria é a principal e mais antiga arma do Exército, formada por soldados que podem combater em todos os tipos de terreno e sob quaisquer condições meteorológicas, podendo utilizar variados meios de transporte para serem levados à frente de combate. Sua principal missão é conquistar e manter o terreno, aproveitando a capacidade de progredir em pequenas frações, de difícil detecção e grande mobilidade. Utilizando para isso o fogo e movimento. Isso permite a aproximação ao inimigo para travar o combate corpo-a-corpo.

### Artilharia
Também conhecido como Grêmio Marechal Mallet, o Grêmio de Artilharia é um dos mais ativos e destacados do Colégio Militar de Fortaleza. Composto por mais de 60 alunos, os "artilheiros" são, pelas palavras do comandante, os verdadeiros herdeiros da artilharia do Brasil. Em formaturas de inspeção da Diretoria de Educação Preparatória e Assistencial e de generais, o Grêmio de Artilharia realiza salva de 19 tiros de canhão, ato esse também realizado no desfile de 7 de setembro na Av. Beira-Mar, todos os anos. Além disso, realiza poucas viagens para outras guarnições de artilharia do nordeste todos os anos, a fim de estabelecer laços cada vez mais fortes entre os "artilheiros" e a arma de artilharia.

### Engenharia
A Engenharia, também conhecido com Grêmio Azul Turquesa é o Grêmio mais instrutivo do CMF, uma vez que, realiza diversas viagens de instrução nos estados do Piauí, Ceará e Rio Grande do Norte, onde são verificadas, discutidas e visitadas as diversas obras do EB no Nordeste Brasileiro.

### Naval
O Grupamento Naval Tamandaré, dirigido atualmente pelo Sgt. Carlos Laeres, representa a Marinha no CMF. Os Compontentes deste Grêmio têm a oportunidade de realizar passeios náuticos e conhecer as diversas atividades desenvolvidas pelas forças navais. Além de visitas a Escola de Aprendizes-Marinheiros do Ceará, os alunos têm oportunidade de visitar navios de outras nações amigas aportados no Porto do Pecém e Porto do Mucuripe.

### Santos Dumont
O Grêmio Santos Dumont visa criar nos estudantes do CMF a paixão pela aviação, bem como reavivar a tradição de seu patrono, Alberto Santos Dumont. Foi um dos primeiros grêmios a ter uma sala própria com acesso diário aos estudantes.
Entre suas principais atividades encontram-se a realização de passeios, voos panorâmicos feitos em parceria com a Base Aérea de Fortaleza e com o 1º/5º GAv, e a efetivação da Semana da Asa no Colégio Militar de Fortaleza, com exibição de armamentos do Batalhão de Infantaria da Aeronáutica e com a Formatura tradicional da Sexta-Feira, inclusive com apresentação aérea.

### Cavalaria
A Cavalaria, uma das Armas mais tradicionais do Exército, exige de seus integrantes audácia, dinamismo e persistência, pois suas principais missões são de reconhecimento e segurança. Esta arma busca desenvolver nos alunos do CMF o sentimento de companheirismo e camaradagem através de atividades como equitação. No desfile de 7 de setembro, os alunos integrantes desfilam montados em cavalos.

## Coordenação do 3º Ano do Ensino Médio
A Coordenação do 3º Ano do Ensino Médio, em conjunto com a Cia. Especial, são responsáveis por um dos segmentos mais importantes do CMF: o 3º ano do ensino médio. Nessa Coordenação, os profissionais que atuam junto são preparados para aconselhar e dar apoio a vários alunos que estão se preparando para uma das maiores ações e decisões de suas vidas: o ENEM e os concursos para carreira militar. Atualmente, prepara os alunos aspirantes ao ingresso na EsPCEx; e aos alunos aspirantes a outras escolas militares (ITA, IME, AFA, EFOMM) bem como os cursos na área de Ciências Exatas, como Engenharia, e ainda para os alunos aspirantes a Medicina e cursos de ciências humanas.

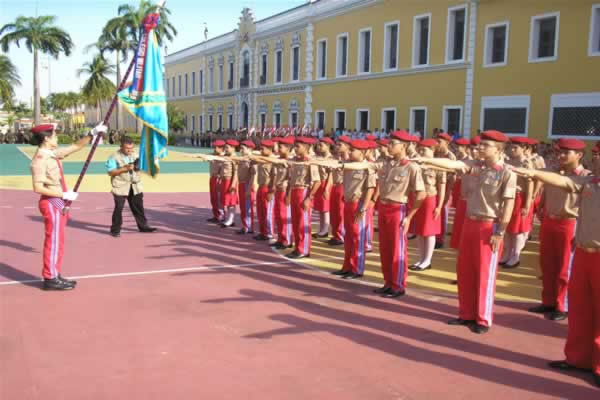
Alunos do CMF em formatura.

## CAEx
O Curso de Aprofundamento e Excelência, criado em 2001, é um projeto extraclasse único do Colégio Militar de Fortaleza que visa aprovar os alunos do 3º ano do ensino médio do colégio, alunos convidados de outras escolas e ex-alunos nos mais diversos concursos de admissão para faculdades e universidades do Brasil, sendo os principais: UFC, EsPCEx, IME e ITA.